# Свети Атанасий (Приония)
Вижте пояснителната страница за други значения на Свети Атанасий.
„Свети Атанасий“ (на гръцки: Αγίου Αθανασίου) е възрожденска православна църква в гревенското село Приония (Бозово), Егейска Македония, Гърция.
Църквата е енорийски храм на селото и е издигната на централния площад. Построена е в 1714 година и е посветена на патрона на селото свети Атанасий.